# Ghulam Azam
Ghulam Azam (en bengalí: গোলাম আযম; Daca, 7 de noviembre de 1922-ibídem, 23 de octubre de 2014) fue un bangladesí islamista, líder político retirado, y un condenado criminal de guerra de la Guerra de Liberación de Bangladés, sin embargo él y su familia siguen la disputa por exigir un juicio justo bajo auspicios internacionales. Fue el Emir del Jamaat-e-Islami de Bangladés hasta el año 2000, y se opuso a la independencia de Bangladés durante la Guerra de Liberación de Bangladés de 1971. El 15 de julio de 2013, el Tribunal Penal Internacional encontró cumpable a Azam de crímenes de guerra, como conspiración, planificación, incitación a la complicidad en la comisión de genocidio y le dio una pena de prisión de 90 años. Los jueces acordaron por unanimidad que Azam merecía la pena de muerte por su actividad durante la Guerra de Liberación de Bangladés, pero se le dio un castigo leve a causa de su edad y condición de salud. El juez que preside el tribunal, dijo, sin embargo, que "no hay denuncias de que Azam estaba físicamente presente en cualquier lugar de los hechos" y que "no hay acusaciones de que él dirigió activamente la comisión de crímenes de guerra". Azam y su familia, sin embargo, cuestionan la convicción y que la demanda se conceda un juicio justo bajo auspicios internacionales.
Falleció el 23 de octubre de 2014 por un accidente cerebrovascular.